# Jacobi Carbons
Jacobi Carbons AB är ett svenskt företag som tillverkar och säljer aktivt kol.
Jacobi Carbons grundades 1916 av den från Bremen i Tyskland invandrade Ferdinand Adolph Wilhelm Jacobi som ett distributionsföretag för kemisk-tekniska produkter.
År 1965 började företaget sälja aktivt kol för Bayer i Tyskland. Under ledning av Ferdinand Adolph Wilhelm Jacobis barnbarn Anders Jacobi från 1984 expanderade verksamheten utanför Sverige, bland annat med engagemang 1987 i ett kinesiskt tillverkningsföretag av aktivt kol. 
Jacobi Carbons grundade 2005 en kokosnötskal- och kolfabrik i Sri Lanka med en kapacitet på 5.000 ton per år, senare utvidgad till 9.000 årston. År 2009 invigdes en motsvarande fabrik i Coimbatore i Tamil Nadu i Indien med en årskapacitet på 16.000 ton, och 2015 en anläggning i Cagayan de Oro på Mindanao i Filippinerna på 20.000 ton per år.
År 2000 övertogs ägandet av företaget av ledningen genom familjen Skeinis nybildade holdingbolag AddSorb Holding. År 2014 övertogs företaget av den japanska Osaka Gas-koncernen genom Osaka Gas Chemicals Co, Ltd.